# Jaroslav Gabro
Jaroslav Gabro (* 31. Juli 1919 in Chicago, Illinois, USA; † 28. März 1980) war der erste Bischof der Ukrainischen Griechisch-Katholischen Kirche, der die 1961 gegründete Eparchie Saint Nicolas of Chicago leitete.

## Leben
Jaroslav Gabro war Doktor der Theologie (D.D.) und wurde am 27. September 1945 zum Priester der Erzeparchie Philadelphia geweiht. Am 14. Juli 1961 erhielt er die Berufung zum ersten Bischof der neu errichteten Eparchie Saint Nicolas of Chicago. Die Bischofsweihe erfolgte am 26. Oktober 1961, Hauptkonsekrator war der Metropolit und Erzbischof von Philadelphia Ambrozij Andrew Senyshyn OSBM. Als Mitkonsekratoren assistierten Bischof Isidore Borecky von Toronto (Kanada) und Bischof Joseph Michael Schmondiuk von Stamford (USA).
Bischof Gabro war Teilnehmer an den vier Sitzungsperioden des II. Vatikanischen Konzils (1961–1965). Infolge der Errichtung der ukrainischen griechisch-katholischen Diözese weihte er mehrere Kirchenbauten ein und legte Grundsteine für neue Kircheneinrichtungen. Er war Mitkonsekrator von Basil Harry Losten zum Titularbischof von Arcadiopolis in Asia (Weihbischof in Philadelphia) und John Stock zum Titularbischof von Pergamum (Weihbischof in Philadelphia).